# Souvenir de Gravity Falls : La Légende des gémulettes gnomes
 (juillet 2015).
Si vous disposez d'ouvrages ou d'articles de référence ou si vous connaissez des sites web de qualité traitant du thème abordé ici, merci de compléter l'article en donnant les références utiles à sa vérifiabilité et en les liant à la section « Notes et références ».
Souvenir de Gravity Falls : La Légende des gémulettes gnomes est un jeu vidéo développé par Ubisoft et sorti en octobre 2015 sur Nintendo 3DS.
Le jeu est une adaptation de la série télévisée Souvenirs de Gravity Falls diffusée sur Disney Channel. Il a été annoncé le 10 juillet 2015,,. Le créateur de la série, Alex Hirsch, a participé au développement du jeu.

## Histoire
Dipper et Mabel, deux jumeaux de 12 ans envoyés en vacances chez leur grand-oncle Stan, doivent aider un gnome à retrouver l'ancienne Gemulets volée, privant de magie la forêt de Gravity Falls. Pour cela ils devront d'abord récupérer les quatre pierres des éléments. Ils devront, par la suite, affronter le terrible gnome qui s'était avéré être méchant.